# Сикс, Том
Том Сикс (нидерл. Tom Six) — нидерландский кинорежиссёр и сценарист, известный трилогией фильмов ужасов «Человеческая многоножка».

## Карьера
Работу в качестве режиссёра начал на голландском телевидении в реалити-шоу «Big Brother». В 2004—2008 годах снял несколько самостоятельных работ: «Gay», «Honeyz», «I Love Dries». В 2009 году получил известность, как автор сценария и режиссёр триллера «Человеческая многоножка», который получил 7 наград международных фестивалей, но подвергся резкой критике за чрезвычайно натуралистические сцены. Например, Роджер Эберт отказался присваивать этому фильму какой-либо (даже нулевой) рейтинг, заявив, что «система звезд не подходит для этого фильма. Хорош ли фильм? Плох ли? Не всё ли равно? Он из мира, где не светят звезды».
Снятый в 2011 году сиквел по аналогичным причинам был запрещён к показу в ряде стран, в том числе в Великобритании, а на DVD был выпущен в сокращённой редакции.
В 2015 году на экраны выходит финальный фильм «Человеческая многоножка 3: заключительный сегмент». По задумке режиссёра все фильмы связаны между собой, что и позволило ему смонтировать четырёхчасовую версию из всех трёх картин.
В 2017 году прошли съёмки психологического триллера «The Onania Club», который вышел в прокат в 2018 году.

## Фильмография
| Год  | Фильм                                             | Выступил в качестве | Выступил в качестве | Выступил в качестве | Выступил в качестве | Выступил в качестве |
| Год  | Фильм                                             | Режиссёра           | Сценариста          | Продюсера           | Актёра              |                     |
| ---- | ------------------------------------------------- | ------------------- | ------------------- | ------------------- | ------------------- | ------------------- |
| 2004 | Гей из Амстердама                                 | Да                  | Да                  | Да                  | Нет                 |                     |
| 2007 | Honeyz                                            | Да                  | Да                  | Да                  | Нет                 |                     |
| 2008 | I Love Dries                                      | Да                  | Да                  | Да                  | Нет                 |                     |
| 2009 | Человеческая многоножка: первый сегмент           | Да                  | Да                  | Да                  | Нет                 |                     |
| 2011 | Человеческая многоножка 2: основной сегмент       | Да                  | Да                  | Да                  | Нет                 |                     |
| 2015 | Человеческая многоножка 3: заключительный сегмент | Да                  | Да                  | Да                  | Да                  |                     |
| 2018 | Клуб онанисток                                    | Да                  | Да                  | Да                  | Да                  |                     |
| 2019 | Enjoy                                             | Да                  | Да                  | TBA                 | TBA                 |                     |